# Nyårskrona
Nyårskrona är ett tennföremål som enligt tradition ska skapas under nyårsnatten. Nyårskronan bildas när smält tenn hälls i kallt vatten eller i snön och det kallas att stöpa nyårskronan. Var och en gör sin egen krona och försöker lista ut vad den föreställer. Den representerar sedan det nya året och kan även användas för att sia om det nya året i större detalj och är en tradition som förekommer framförallt i norra Sverige. I Astrid Lindgrens film Mer om oss barn i Bullerbyn stöper barnen nyårskronor när de firar nyår.